# عامل منبه لمستعمرات المحببات والبلاعم
عامل منبه لمستعمرات المحببات والبلاعم أو عامل تحفيز مستعمرات الخلايا المحببة الأكولة أو العامل المنبه لمستعمرات الخلايا المحببة الأكولة (بالإنجليزية: Granulocyte-macrophage colony-stimulating factor)‏ ومختصره (GM-CSF) وكذلك يسمى عامل تحفيز المستعمرات 2 أو العامل المُحرّض للمستعمرات 2 (بالإنجليزية: colony stimulating factor 2 ومختصره CSF2)‏ هو بروتين سكري موحود تفرزه الخلايا الأكولة والخلايا التائية والخلايا الصارية والخلايا الفاتكة الطبيعية وخلايا البطانة الغشائية والأرومات الليفية ويؤدي وظيفة سيتوكين.
يتوفر مماثلان صيدلانيان لعامل تحفيز مستعمرات الخلايا المحببة الأكولة الموجود طبيعيا، وهما سارغراموستيم ومولغراموستيم.

## الوظيفة
يقوم عامل تحفيز مستعمرات الخلايا المحببة الأكولة بتحفيز الخلايا الجذعية لإنتاج خلايا محببة (وهي الخلايا المتعادلة والخلايا الحمضية والخلايا القاعدية) وكذلك الخلايا الوحيدة.